# Kavriánov
Kavriánov (německy Cawrianow) je vesnice, součást obce Šaratice v okrese Vyškov v Jihomoravském kraji. Tvoří stejnojmennou ulici na severovýchodě obce.

## Historie
Po zrušení zábrdovického kláštera v roce 1784, jenž Šaratice vlastnil, byla půda v okolí rozparcelována. V roce 1787 sem přišlo několik rodin převážně z Poříčí u Litomyšle, které v těsném sousedství Šaratic založily novou vesnici a pojmenovaly ji po guberniálním úředníkovi, hraběti Cavrianim. Počet obyvatel stoupal, v roce 1790 zde ve 33 domech žilo 166 osob, o 120 let později v 73 domech 295 osob. Kavrianov (ve druhé polovině 19. století psáno s krátkým A) byl od roku 1850, po zrušení patrimoniální správy, samostatnou obcí. Roku 1919 byl začleněn do Šaratic, jako jejich místní část. Tento status ale ještě ve 20. letech 20. století ztratil.

## Obyvatelstvo
| 1869 | 1880 | 1890 | 1900 | 1910 | 1921 | 1930 | 1950 | 1961 | 1970 | 1980 | 1991 | 2001 | 2011 |
| ---- | ---- | ---- | ---- | ---- | ---- | ---- | ---- | ---- | ---- | ---- | ---- | ---- | ---- |
| 275  | 272  | 286  | 307  | 295  | 310  | —    | —    | —    | —    | —    | —    | —    | —    |